# Zawodzie-Dąbie
Zawodzie-Dąbie – dzielnice Częstochowy, położone na wschodnim brzegu Warty oraz nad Kucelinką. W skład dzielnicy oprócz Zawodzia wchodzą: Dąbie, Kucelin i Złota Góra.

## Zawodzie
Dzielnica Częstochowy, przedmieście starej Częstochowy służące jako zaplecze rolniczo-ogrodnicze, przez które biegła droga do Olsztyna. Na Złotej Górze eksploatowano kamień wapienny. W 1884 powstała tu fabryka chemiczna. W 1895 Zawodzie włączono do Częstochowy. Wtedy to zbudowano oczyszczalnię ścieków, betoniarnie oraz liczne domy robotnicze. Po osuszeniu terenów nadwarciańskich w 1913 powstał szpital Towarzystwa Dobroczynności dla Żydów. W 1926 wybudowano miejską elektrownię. W latach 20. przy szpitalu powstał park im. Narutowicza. W przedwojennych planach powstać miał na Zawodziu kompleks terenów rekreacyjnych – parków, stadionu, kąpielisk i przystani kajakowej – ciągnących się wzdłuż Warty. Zdążono wybudować tylko stadion sportowy, na którym obecnie odbywają się imprezy kulturalne i żużlowe (Włókniarz Częstochowa). W czasie II wojny światowej na Złotej Górze istniał obóz „Warthelager” (część stalagu 367) przeznaczony dla jeńców sowieckich. Obecnie Zawodzie słynie głównie z dużego targowiska, cmentarza żydowskiego, jedynego w Częstochowie aresztu śledczego, Szpitalu należącego do Zespołu szpitali miejskich i wizytówki tej dzielnicy nowoczesnego i zmodernizowanego Stadionu „Arena Częstochowa”. Zachodnią część dzielnicy przecina droga krajowa nr 1.
Szkoła Podstawowa nr 10 w okresie walk wrześniowych została zajęta przez wojska. Następnie podczas okupacji hitlerowskiej przekształcono szkołę na więzienie dla kobiet. Tu również gromadzono mężczyzn, których wywożono na roboty do Niemiec.
Do Centrum można dojechać autobusami linii 11, 13, 21, 26, 27, 28, 31, 35, 36 oraz 84.

## Dąbie
Dzielnica Częstochowy leżąca w otoczeniu Huty Częstochowa i częstochowskiej Areny, dominuje zabudowa jednorodzinna. Rozwinęła się na początku XX wieku w związku z umiejscowieniem tu kolei – najpierw odgałęzienia linii Herby–Częstochowa do huty, a później trasy Częstochowa–Kielce przez wiele lat wizytówka dzielnicy. Rozbudowa huty w latach 50. wymusiła zmianę przebiegu linii. Dąbie słynie ze schroniska dla zwierząt, bazy firmy oczyszczania miasta i toru miniżużla UŚKS Speedway Częstochowa – szkółka żużlowa Włókniarza.
Godne uwagi są też: Zespół Szkół nr 15 oraz kościół NMP Wspomożycielki Wiernych. Dzielnice na połowę dzielą rzeki Kucelinka oraz Warta. Do Centrum można dojechać autobusami linii 13, 19, 21, 23, 28, 84 oraz tramwajem – linia 1.

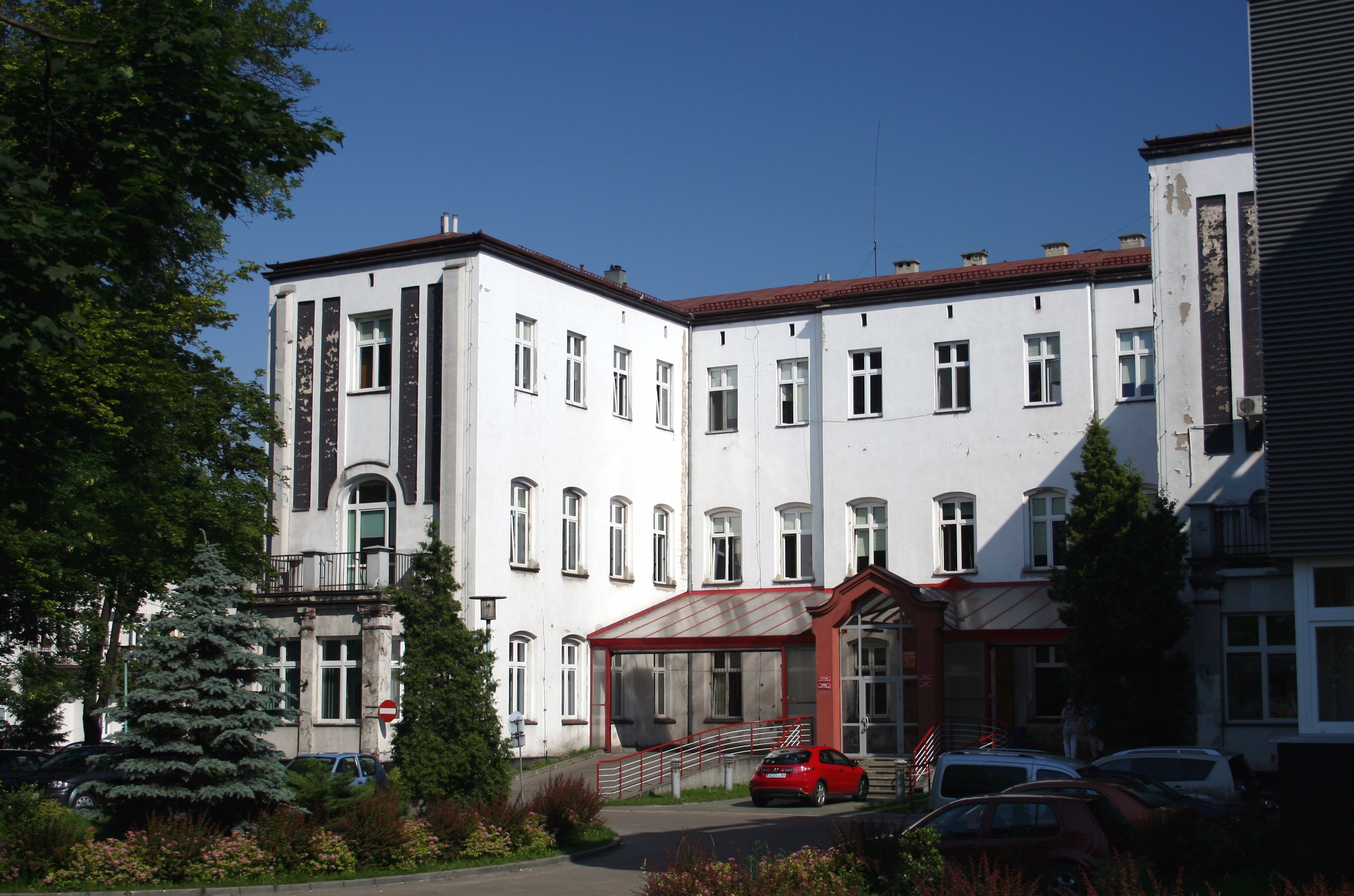
Fragment Miejskiego Szpitala Zespolonego im. Rydygiera
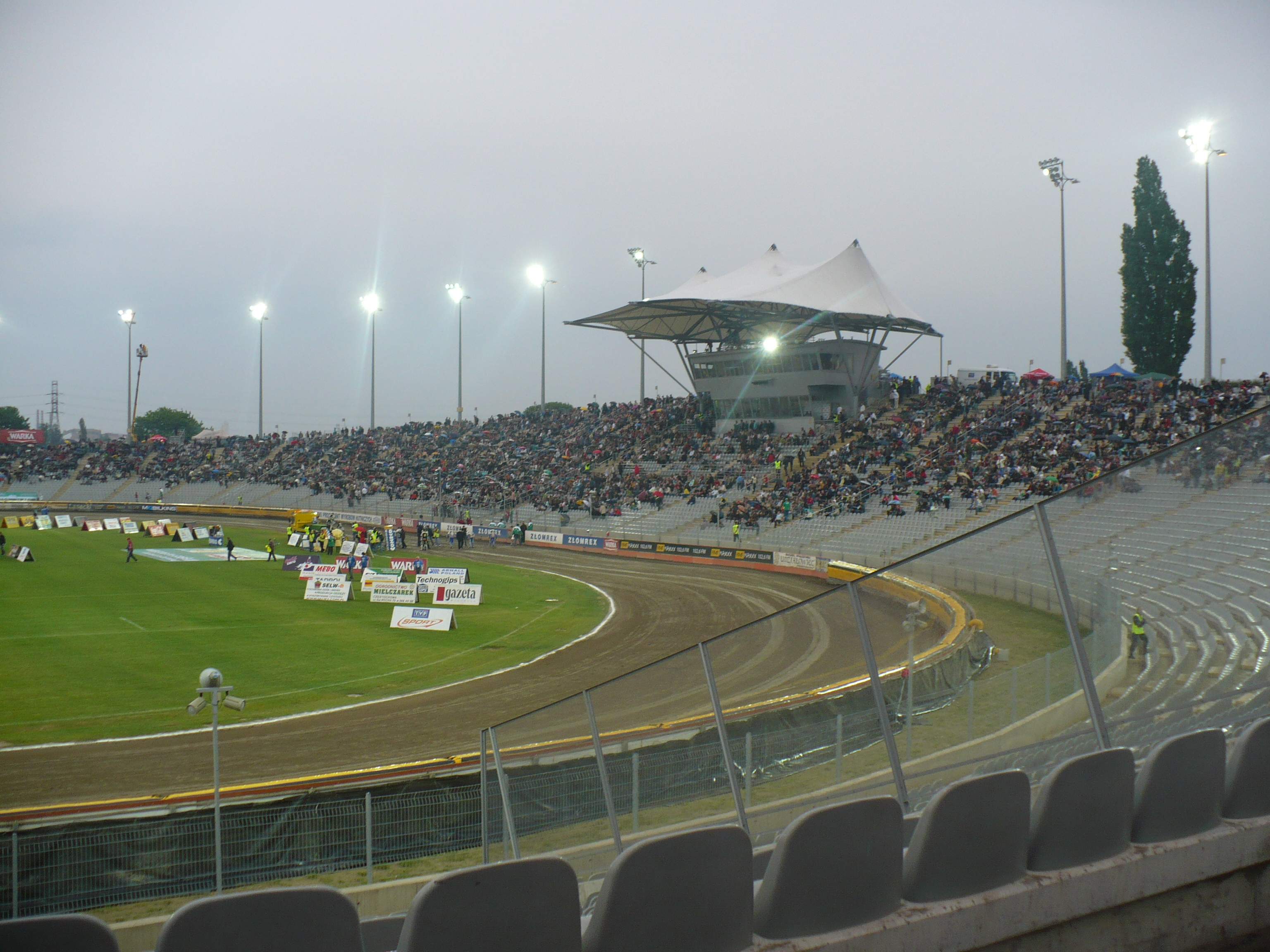
Arena Częstochowa
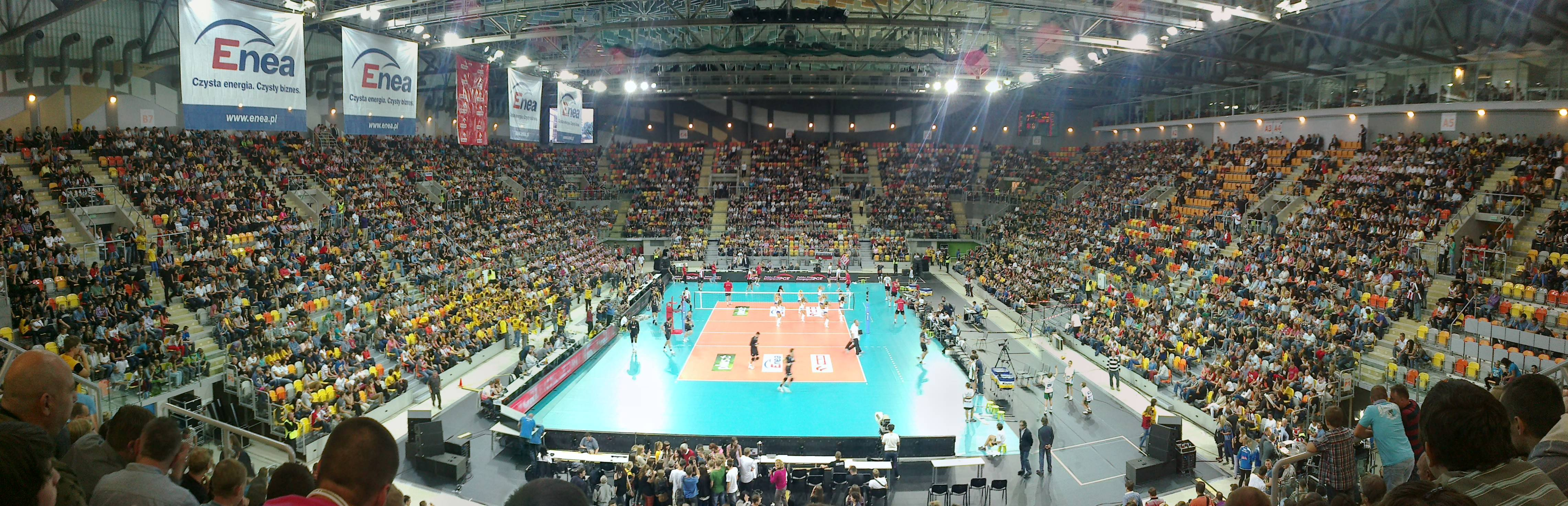
Hala Sportowa Częstochowa
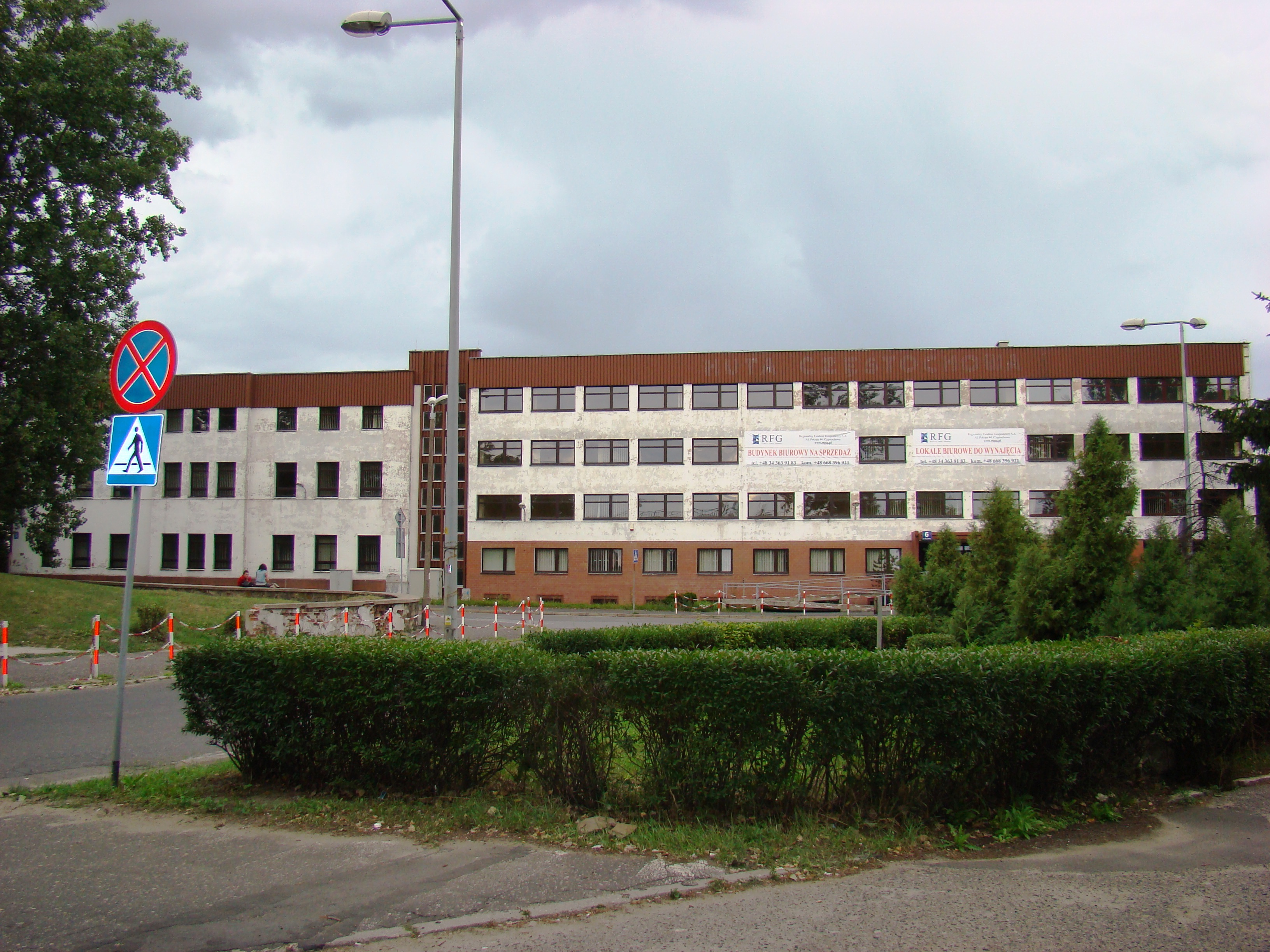
Biurowiec Huty Częstochowa
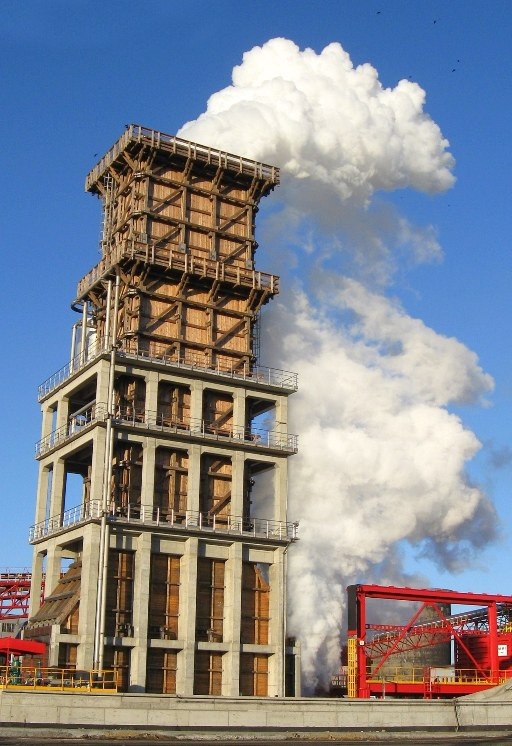
Wieża gaszenia koksu w Koksowni Częstochowa Nowa
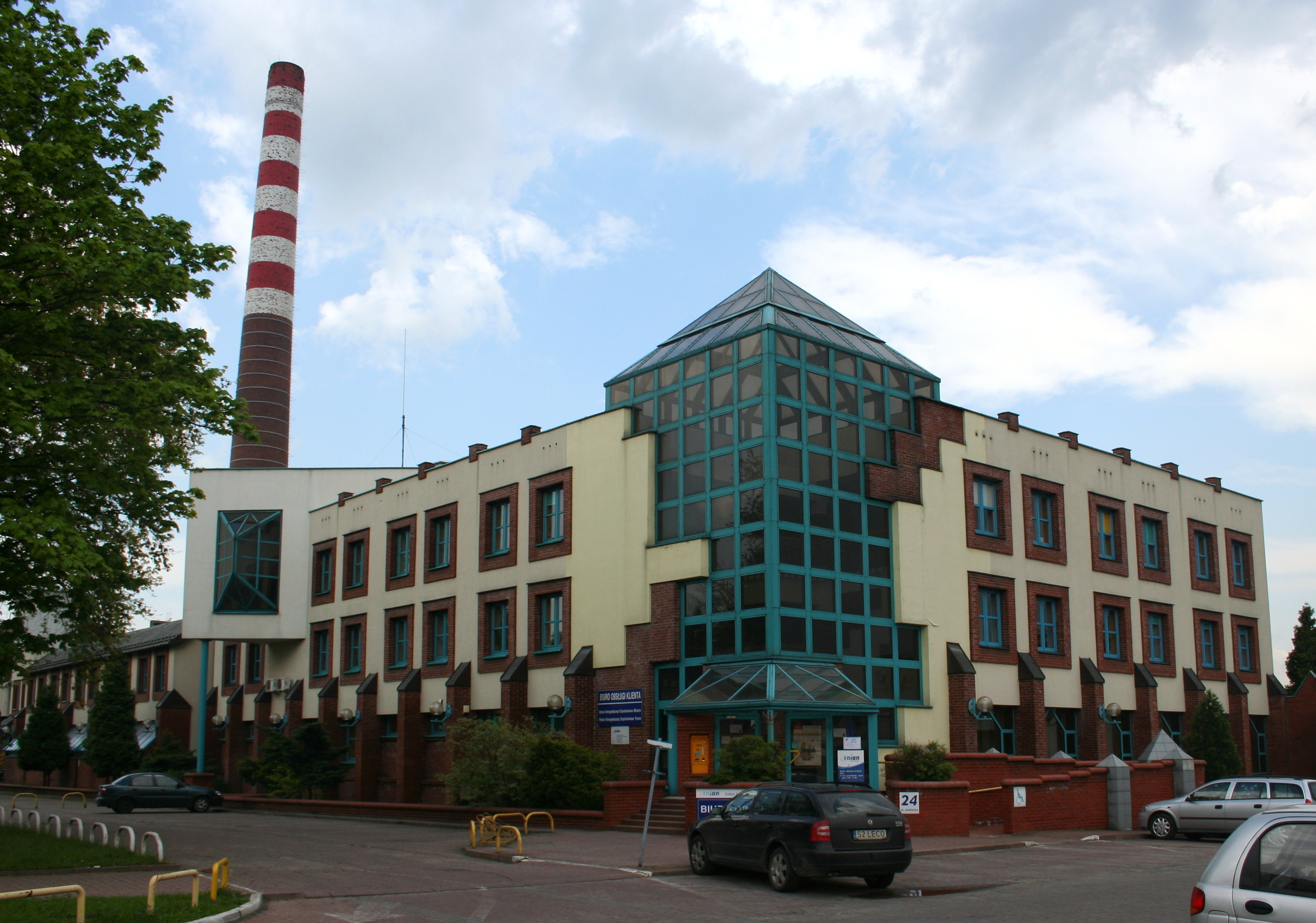
Zakład Energetyczny Częstochowa (Tauron)
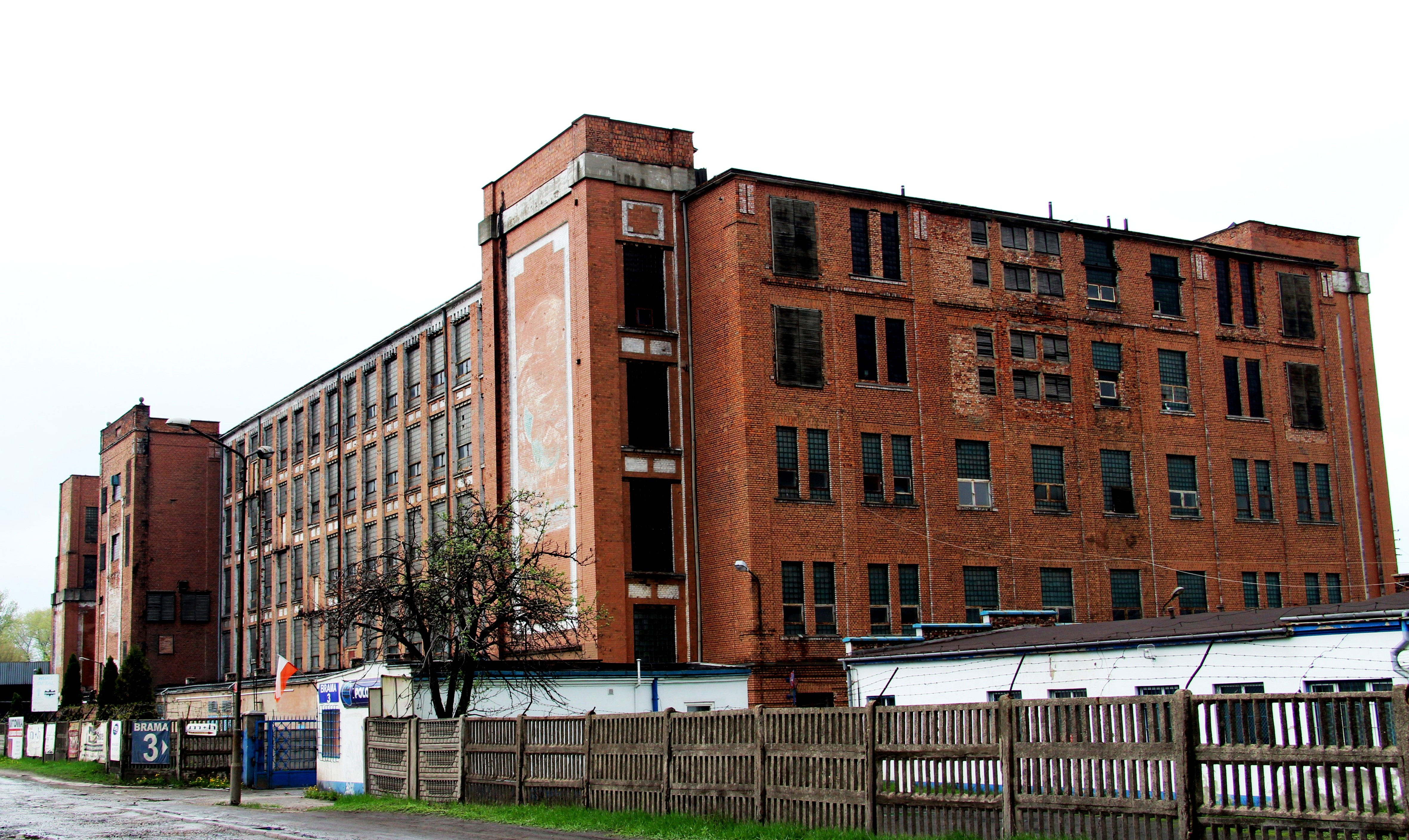
Budynek dawnych zakładów włókienniczych Ceba, obecnie Polontex.
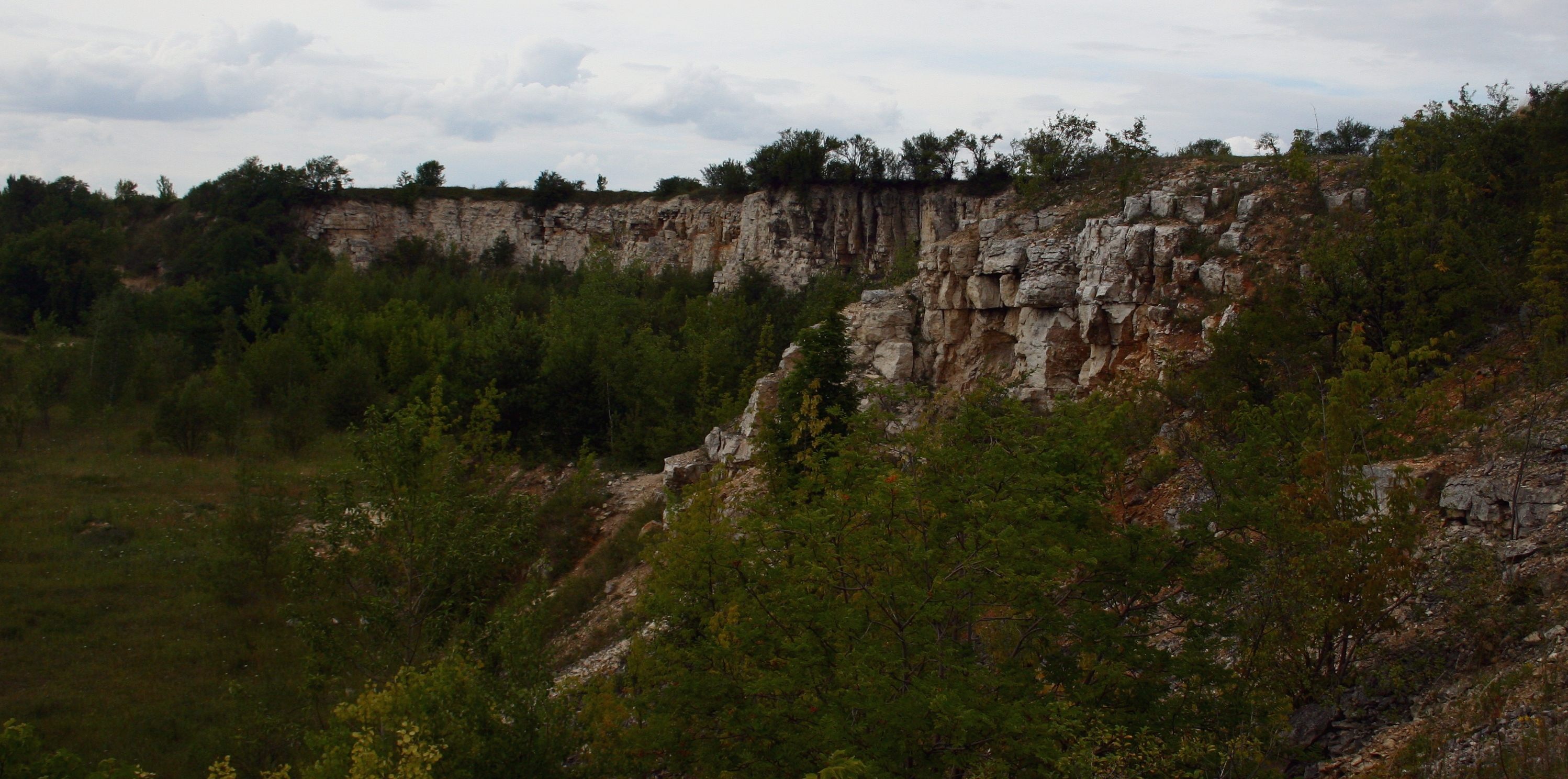
Kamieniołom
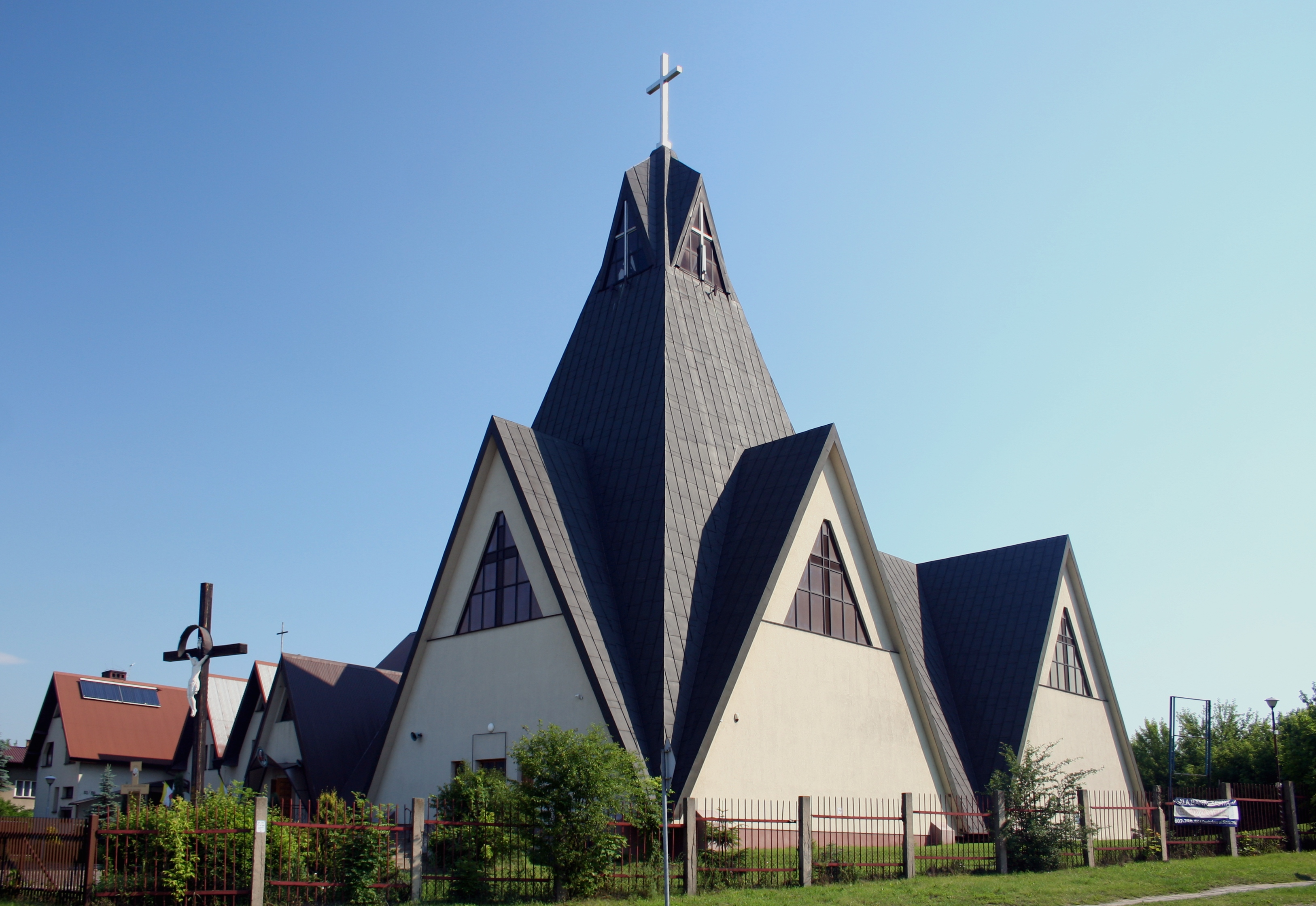
Kościół i klasztor pw. św. Jana z Dukli
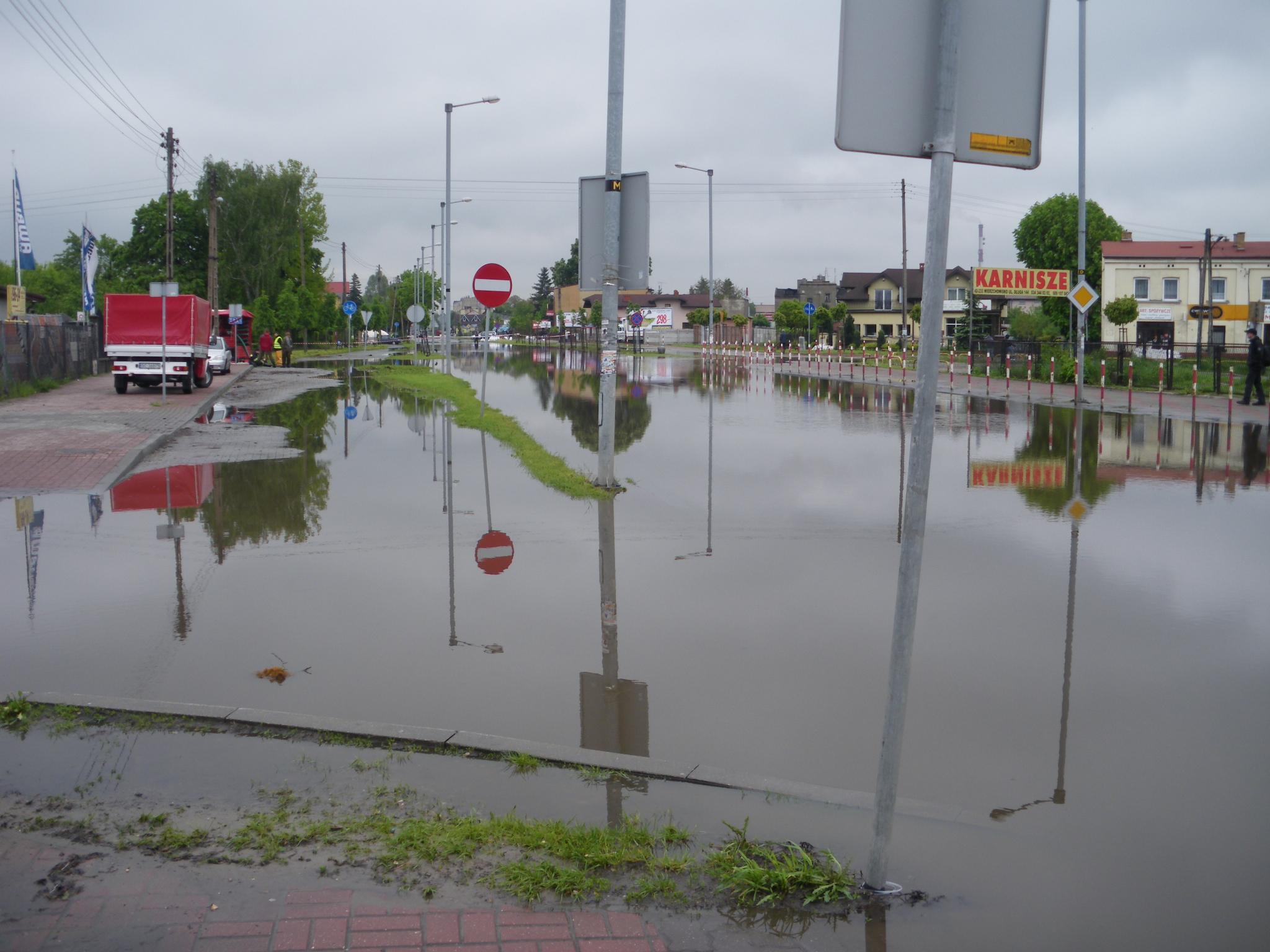
Zalana ulica Michaela Faradaya podczas powodzi w 2010 roku
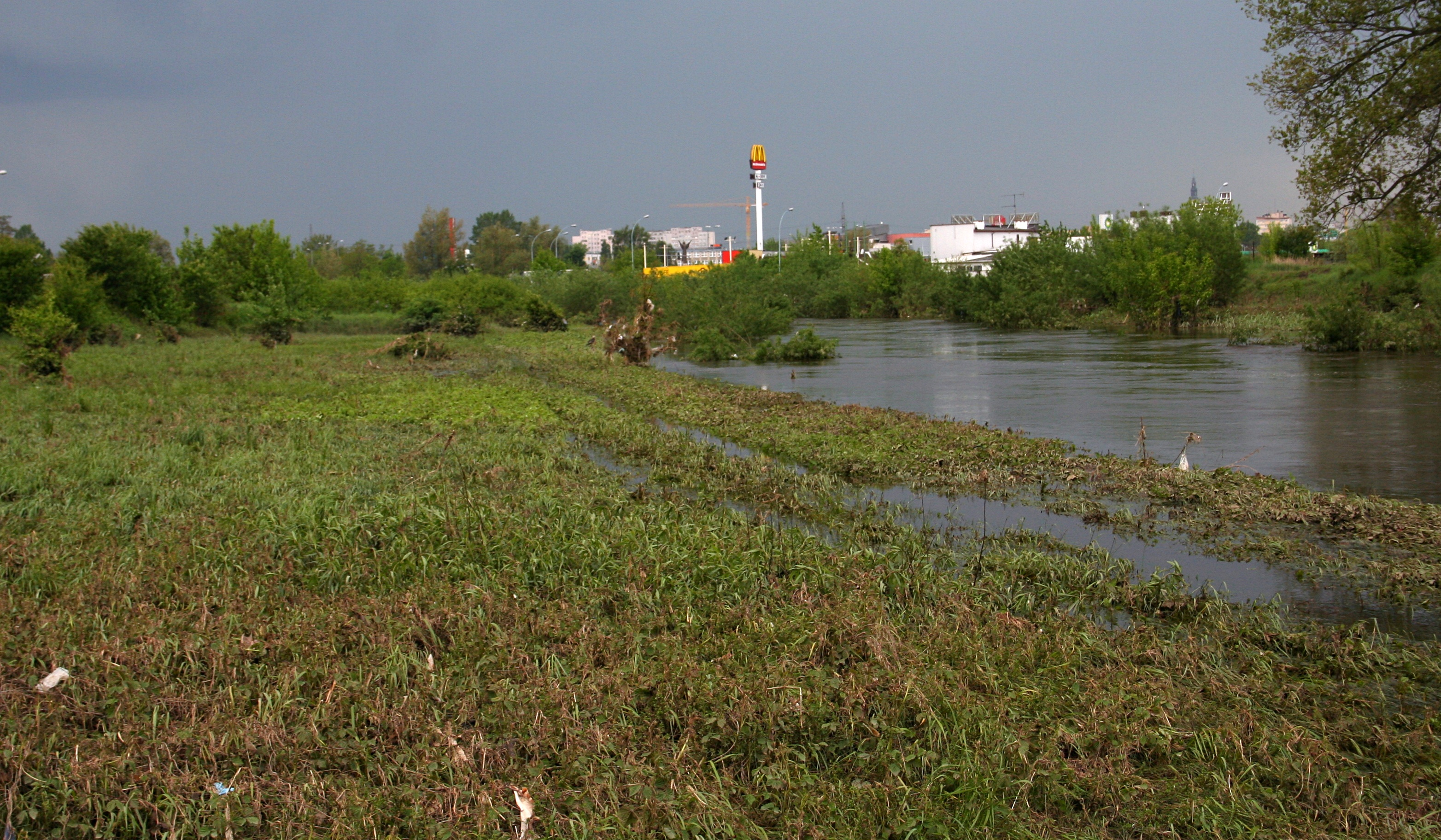
Rzeka Warta w okolicy ulicy Srebrnej po powodzi w 2010 roku
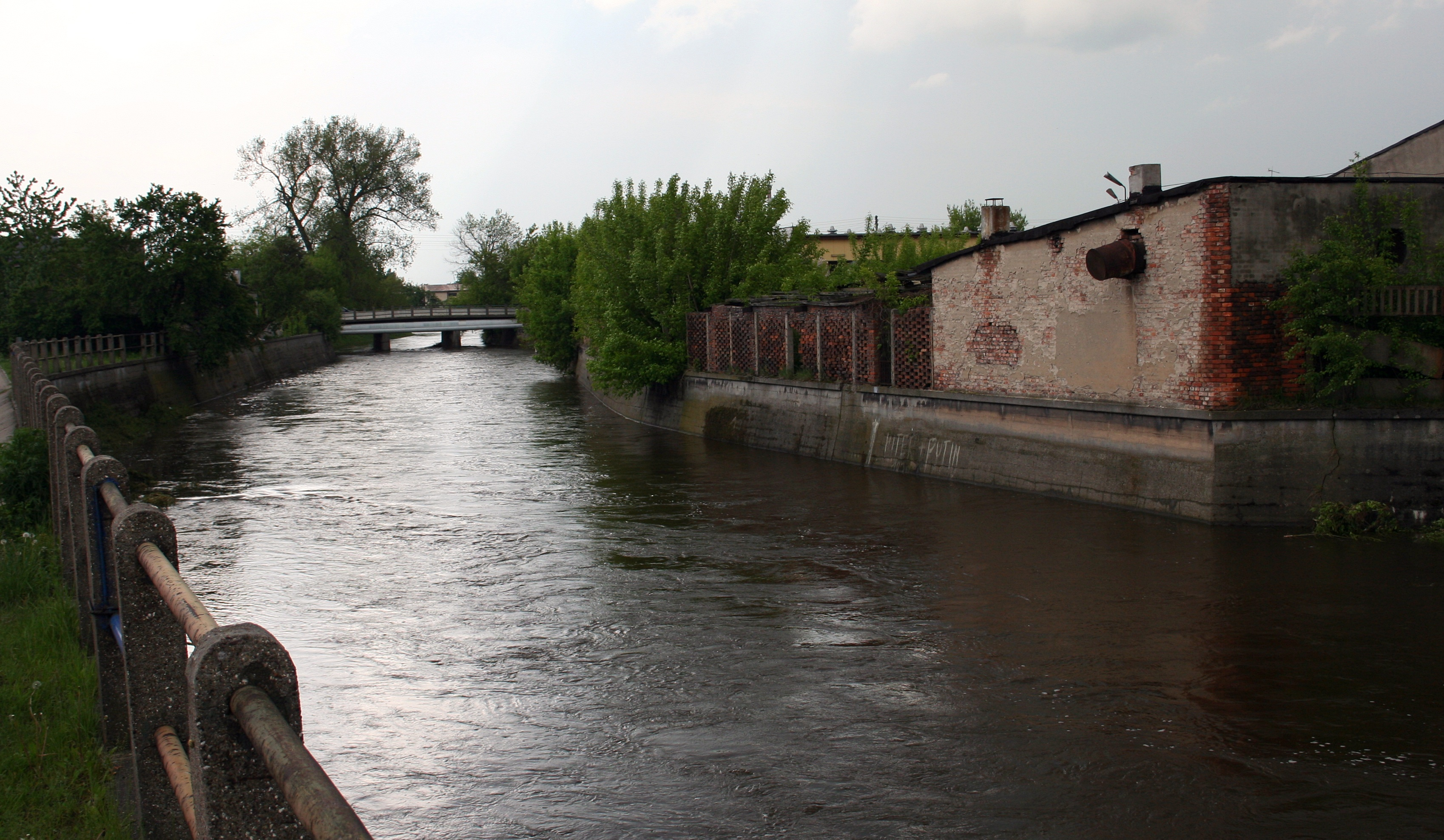
Rzeka Kucelinka w okolicy ulicy Srebrnej po powodzi w 2010 roku